# 田村美咲
田村 美咲（たむら みさき、1979年10月27日 - ）は、日本のタレント、レースクイーンである。
茨城県生まれ。1998年（平成10年）10月、第2期「ワンギャル」となり、テレビのバラエティー番組 『ワンダフル』にレギュラー出演した。
当時の芸名は、「富田 チサキ（とみた ちさき）」だった。ヤンギャルでバカキャラを狙っていたが、番組内で「鏡がないと発狂しちゃう〜。」と発言し、スタッフに注意された。その後、1999年（平成11年）3月に染谷ちひろとともに番組を降板した。
同番組を降板後には、レースクイーンや、『超K-1宣言!』（日本テレビ）における“K-1 JAPAN GIRL”などとして活動し、2004年（平成16年）にはヌード写真集も発売した。